# Larry Godfrey
Laurence ("Larry") Paul Godfrey (Bristol, 9 juni 1976) is een Britse boogschutter, die het Verenigd Koninkrijk driemaal op rij vertegenwoordigde bij de Olympische Spelen: 2004 (Athene), 2008 (Peking) en 2012 (Londen).
Godfrey begon met boogschieten toen hij tien jaar was. Hij won diverse prijzen. Hij kwalificeerde zich bij het Europees Kampioenschap in mei 2004 voor de Olympische Spelen later dat jaar. Hij was de enige man in het Britse team dat naar Athene ging. Godfrey schoot goed en behaalde de halve finales, daar verloor hij echter van de Italiaan Marco Galiazzo. In de strijd om de bronzen medaille verloor Godfrey met één punt verschil van Tim Cuddihy uit Australië.